# Sundsbruk
Sundsbruk ist ein Ortsteil von Sundsvall in der schwedischen Provinz Västernorrlands län, in der historischen Provinz (landskap) Medelpad.

## Lage

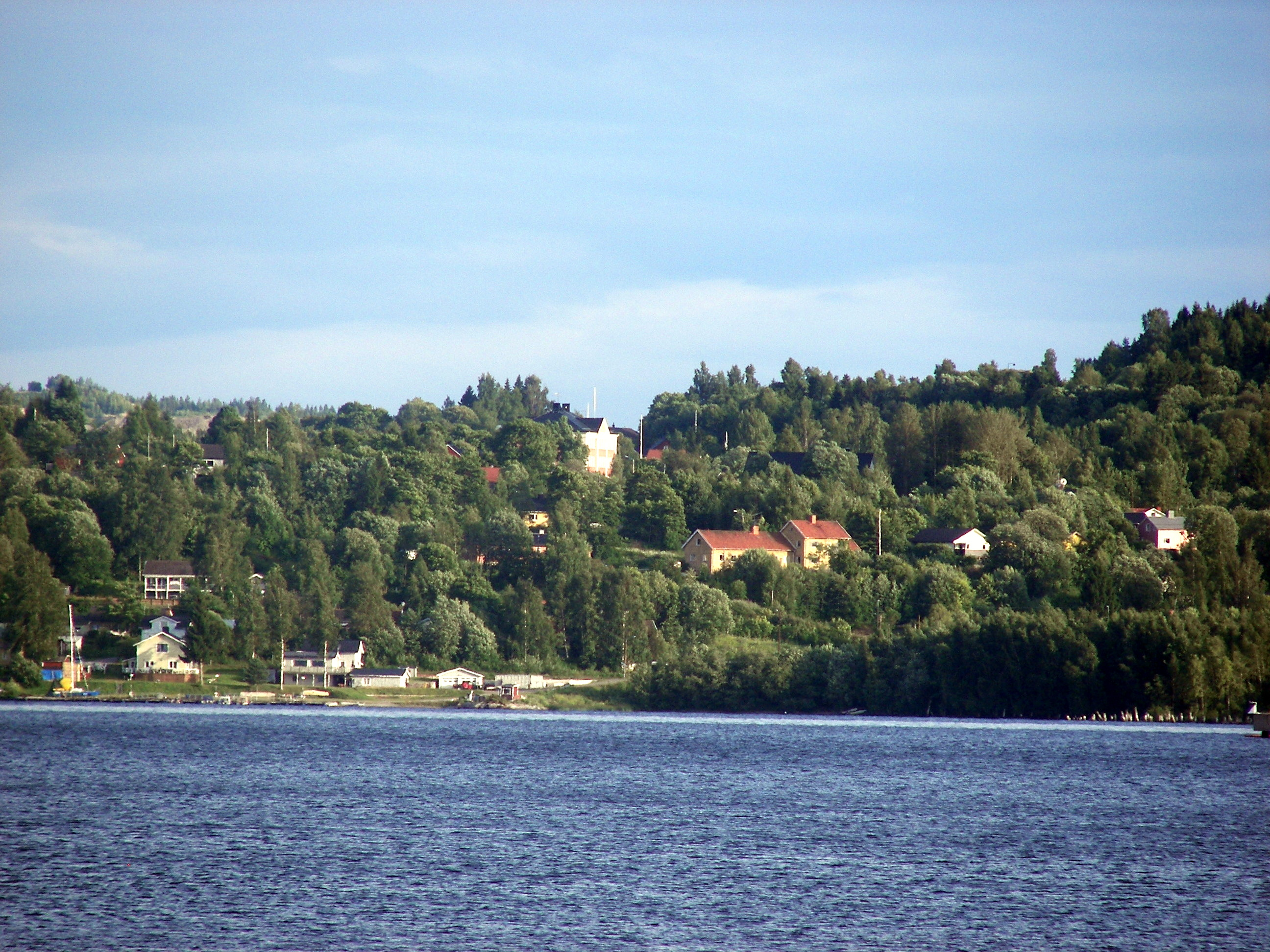
Blick auf den nördlichen Ortsteil Gångviken vom Alnösundet aus

Sundsbruk gehört zur Gemeinde Sundsvall und innerhalb dieser seit 1. Januar 2016 zum Distrikt Skön, benannt nach der südlich des Ortes in Richtung Johannedal gelegenen Kirche von Skön (Sköns kyrka). Er liegt knapp 10 km nördlich des Zentrums von Sundsvall und 35 km Luftlinie südwestlich der Provinzhauptstadt Härnösand am westlichen Ufer der dort etwa 1 km breite Meerenge Alnösundet der Bottensee, gegenüber der Insel Alnön.
Am westlichen Rand von Sundsbruk verläuft die Europastraße 4. Durch den Ort und entlang dem Alnösund bis Johannedal und zur Alnöbrücke (Alnöbron) auf die Insel führt die sekundäre Provinzstraße Y 616. Der nächstgelegene Bahnhof befindet sich im 4 km nordwestlich gelegenen Timrå an der Ådalsbahn (Ådalsbanan), die Sundsvall über Härnösand und Kramfors mit Långsele verbindet.

## Geschichte
Der Ort entstand in den 1850er-Jahren im Zusammenhang mit der Errichtung des Eisenwerkes Sunds bruk. In dessen Umfeld entstanden in Folge andere Betriebe, darunter ein Sägewerk und eine Maschinenfabrik. 1937 wurde der gesamte Komplex außer der Maschinenfabrik von der Svenska Cellulosa AB gekauft, die dort eine Papierfabrik errichtete und alle anderen Aktivitäten bis 1949 einstellte. Heute gehört das Werk dem Metso-Konzern und ist unter dem Namen Metso Paper Sundsvall weiterhin wichtigster Arbeitgeber des Ortes.
Administrativ gehörte Sundsbruk zunächst zur Landgemeinde Sköns landskommun, die 1862 aus dem zum Kirchspiel Sköns socken hervorgegangen war. Nach verschiedenen Umgestaltungen wurden die nördlichen Vororte von Sundsvall, darunter Sundsbruk, 1948 zu einer eigenständigen Minderstadt (köping) namens Skön (Sköns köping) zusammengefasst. Diese ging 1965 zum Teil in der Stadt Sundsvall auf, 1971 schließlich als Ganzes in der neugebildeten Gemeinde.
Vor 2015 galt Sundsbruk als eigenständiger Tätort, zu dem neben dem eigentlichen Sundsbruk auch die mit der Zeit mit ihm zusammengewachsenen Ortsteile Finsta, Gångviken und Västland gehörten. Vor dem Anschluss an Sundsvall hatte der Tätort Sundsbruk zuletzt 2137 Einwohner (2010).

## Sport
Die Herrenfußballmannschaft des 1921 gegründeten örtlichen Vereins Sund IF spielte zeitweise in der Division 3, der fünfthöchsten Spielklasse, die Frauenmannschaft in der Division 2. Bei Sund IF spielte unter anderen in seiner Jugend Linus Hallenius.